# Pedro Fernandes Martins
Pedro Fernandes Martins (,  —  , ) foi um militar e político brasileiro.
Foi capitão da 3ª Companhia do 3º Batalhão de Infantaria da Laguna (27 de abril de 1868).
Foi deputado à Assembleia Legislativa Provincial de Santa Catarina na 15ª legislatura (1864 — 1865).